# Glas Bheinn
Glas Bheinn är ett berg i Storbritannien. Det ligger i kommunen Highland och riksdelen Skottland, i den norra delen av landet, 800 km norr om huvudstaden London. Toppen på Glas Bheinn är 769 meter över havet, eller 368 meter över den omgivande terrängen. Bredden vid basen är 6,2 km.
Terrängen runt Glas Bheinn är huvudsakligen kuperad.Trakten runt Glas Bheinn är nära nog obefolkad, med mindre än två invånare per kvadratkilometer. Närmaste större samhälle är Lochinver, 16,6 km väster om Glas Bheinn. Trakten runt Glas Bheinn består i huvudsak av gräsmarker.